# Fillmore, Illinois
Fillmore là một làng thuộc quận Montgomery, tiểu bang Illinois, Hoa Kỳ. Năm 2010, dân số của làng này là 330 người.

## Dân số
Dân số qua các năm:
- Năm 2000: 362 người.
- Năm 2010: 330 người.